# Ali-Reza Pahlavi
Ali-Reza Pahlavi (Teerã, Irã, 28 de abril de 1966 - Boston, Estados Unidos, 4 de janeiro de 2011) foi o filho mais novo do Xá Mohammad Reza Pahlavi e sua terceira esposa, a imperatriz Farah Pahlavi, e membro da Dinastia Pahlavi.